# SV Viktoria 96 Magdeburg
SV Viktoria 96 Magdeburg was een Duitse voetbalclub uit de stad Maagdenburg, Saksen-Anhalt. De club werd door studenten opgericht op 15 juni 1896 als Magdeburger Fußball- und Cricket Club Viktoria en werd in de volksmond ook wel "Schüler-Viktoria" genoemd. In 1900 was de club medeoprichter van de Duitse voetbalbond onder de naam Magdeburger FC Viktoria 1896.

## Geschiedenis
In 1900/01 nam de club deel aan het eerste kampioenschap dat aanvankelijk georganiseerd werd door de Maagdenburgse voetbalbond. Nadat stadsrivaal FuCC Cricket-Viktoria 1897 Magdeburg de eerste titel won kon de club de volgende vier titels winnen. Daar de voetbalbond geen onderdeel was van de Midden-Duitse voetbalbond mocht de kampioen vanaf 1902/03 ook aantreden in de nationale eindronde. De eerste wedstrijd op nationaal niveau was meteen een 8-1 afstraffing door Altonaer FC 1893. Het volgende seizoen was verdedigend landskampioen VfB Leipzig net iets te sterk en ook in 1904/05 kon de club geen wedstrijd winnen en verloor met 2-1 van Eintracht Braunschweig. 
Nadat de bond in 1905 opgeslorpt werd door de Midden-Duitse bond ging de club in de competitie van Midden-Elbe spelen, dat in principe een verderzetting was want er speelden enkel clubs uit Magdeburg in de hoogste klasse. In Midden-Duitsland had de club zware concurrentie van Dresdner SC en VfB Leipzig waardoor ze er niet meer in slaagden om zich voor de nationale eindronde te plaatsen. Van 1910 tot 1912 werd rivaal Cricket-Viktoria drie keer op rij kampioen. In 1913 eindigde beide clubs eerste en speelden ze een finale, die Viktoria 96 won, maar doordat ze een niet-speelgerechtigde speler opgesteld hadden werd de titel aan Cricket-Viktoria gegeven. Ook in 1914 eindigden beide teams gelijk en nu won Cricket-Viktoria wel. In 1914/15 brak de oorlog uit en kwam er een officieuze competitie die de club won na een finale te spelen tegen Magdeburger SC 1900, dat zo voor het eerst op de voorgrond trad. De club won ook de volgende twee seizoenen nog de titel. 
In de jaren 20 nam de club de naam SV Viktoria 1896 Magdeburg aan. Na de Eerste Wereldoorlog werd de competitie hervormd, de Kreisliga Elbe werd ingevoerd als nieuwe hoogste klasse, die vier competities verenigde. De club speelde nu enkel nog een bijrol in de competitie. Vanaf 1921 kwam er met Fortuna Magdeburg ook een nieuwe, succesvolle, club bij in de competitie. Na 1923 werd de Kreisliga Elbe ontbonden en werd de Midden-Elbecompetitie heringevoerd. De club kon ook de volgende jaren geen aanspraak meer maken op de titel. 
In 1933 werd de competitie geherstructureerd. De Midden-Duitse bond werd ontbonden en de vele competities werden vervangen door de Gauliga Mitte en Gauliga Sachsen. Uit Midden-Elbe plaatsten drie clubs zich voor de Gauliga. De traditieclub eindigde net dit jaar derde en plaatste zich dus voor de Gauliga. Terwijl de stadsrivalen Fortuna en Preußen 99 degradeerden eindigde Viktoria op een comfortabele vijfde plaats. Na nog een zesde plaats kon de club in 1936 de degradatie maar net vermijden door een beter doelsaldo van SV 08 Steinach. 
Hierna moest de club door financiële problemen fuseren met MTV 1860 Magdeburg-Neustadt. De club speelde nog één seizoen onder de oude naam en degradeerde uit de Gauliga. 

## Erelijst
Kampioen Midden-Elbe
1906, 1907, 1908, 1909, 1915, 1916, 1917
Kampioen Magdeburg
1902, 1903, 1904, 1905